# 가타카스정
가타카스정(堅粕町)은 후쿠오카현 지쿠시군에 있던 정이다. 1928년 후쿠오카시에 편입되었으며, 현재의 하카타구, 히가시구의 일부에 해당한다.

## 역사
- 1889년 4월 1일 - 정촌제 시행에 수반해 나카군 가타카스촌이 성립하였다.
- 1913년 10월 1일 - 정으로 승격해 가타카스정이 되었다.
- 1896년 4월 1일 - 미카사군 무시루다군과 합병해 지쿠시군이 되었다.
- 1926년 4월 1일 - 후쿠오카시에 편입되었다.

## 참고문헌
- 大日本篤農家名鑑編纂所編『大日本篤農家名鑑』大日本篤農家名鑑編纂所、1910年。
- 『政治家人名事典』日外アソシエーツ、1990年。